# Joo Se-hyuk
Joo Se-hyuk (Seul, 20 gennaio 1980) è un tennistavolista sudcoreano.
Difensore moderno, gioca lontano dal tavolo alternando tagli di dritto, di rovescio e controtop. Gioca con una puntinata lunga sul rovescio che gli permette di invertire gli effetti superiori degli avversari, rendendo difficile tirare due volte consecutivamente sulla sua difesa; sul dritto ha invece una classica gomma liscia, con la quale riesce sia a difendere sia ad attaccare. Sporadicamente gira la racchetta per utilizzare le relative gomme sull'altro lato.
Nel 2003 è stato l'ultimo difensore a raggiungere una finale di un mondiale in singolo, perdendo poi con l'austriaco Schlager.